# 2020年の大韓民国
2020年の大韓民国 （2020ねんのだいかんみんこく）では、2020年（檀紀4353年）の大韓民国に関する出来事について記述する。

## 国家元首等
- 大統領
  - 第19代: 文在寅 （2017年5月10日 - 2022年5月9日）
- 国務総理
  - 第45代: 李洛淵 （2017年5月31日 - 2020年1月14日）
  - 第46代: 丁世均 （2020年1月14日 - 2021年4月16日）

## できごと

### 通年
- 韓国における2019年コロナウイルス感染症の流行状況

### 1月
- 1月4日 - 2020年春川山林火災（江原道春川市）
- 1月14日 - 丁世均、第46代国務総理に就任。
- 1月17日 - アンナプルナ登山客遭難事故（朝鮮語版）が発生、韓国人を含む6人が行方不明となる。

### 2月
- 2月9日（現地時間） - 第92回アカデミー賞でポン・ジュノ監督の『パラサイト 半地下の家族』が作品賞を含む4部門を受賞、英語以外の作品が作品賞を受賞したのは史上初[1]。

### 4月
- 4月15日 - 総選挙(300議席)の投開票が行われ、与党の共に民主党が過半数の180議席を獲得[2] 。
- 4月29日 - 京畿道利川市の建設中の倉庫で爆発を伴って出火し、38人が死亡し、10人が負傷[3]。

### 5月
- 5月9日 - n番部屋事件の元祖運営者が逮捕された。

### 6月
- 6月16日 - 北朝鮮の金与正朝鮮労働党第1副部長の命令により開城工業地区にある南北共同連絡事務所が爆破された[4]。
- 6月19日 - 統一部長官の金錬鉄（朝鮮語版）（キム・ヨンチョル）が南北関係の悪化を理由に辞任[5]。

### 7月
- 7月9日 - セクハラで告訴されていた朴元淳（パク・ウォンスン）ソウル特別市長が自殺[6]。

### 8月
- 8月17日 - KBO・サムスン・ライオンズの呉昇桓（オ・スンファン）が日米韓通算で408セーブを記録、岩瀬仁紀の407セーブのアジア記録を更新[7]。

### 9月
- 9月21日 - 小延坪島沖で海洋水産省の漁業指導公務員が行方不明となり、北朝鮮海域で射殺された[8] 。（韓国語版）

### 10月
- 10月6日 - KBO・LGツインズの朴龍澤（パク・ヨンテク）が同リーグ初となる通算2500安打を達成（従来の最多は梁埈赫の2318安打）[9]。
- 10月8日-9日 - 蔚山広域市南区にある33階建の高層ビルで大規模火災（蔚山高層ビル火災）。

### 11月
- 11月24日 - KBO・2020年の韓国シリーズ（朝鮮語版）でNCダイノスが斗山ベアーズを4勝2敗で破り、球団創設8年目で初優勝[10]。

### 12月
- 12月3日 - 大学修学能力試験が行われ、約49万人が受験。11月19日予定だったが始業開始が遅れ日程が変更された[11]。
- 12月9日 - 韓国国会で、国家警察と自治警察を分ける警察法改正案を可決[12]。
- 12月10日 - 韓国国会で、公捜処(高位公職者犯罪捜査処)設置法改正案が可決[13]。
- 12月13日 - 韓国国会で、北朝鮮スパイへの捜査権限を警察に移管する国家情報院法改正案を可決。
- 12月14日 - 韓国国会で対北朝鮮ビラ散布禁止法（改正南北関係発展法）が可決[14]。

## 周年
- 3月26日 - 天安沈没事件から10年[15]
- 11月23日 - 延坪島砲撃事件から10年[16]